# Rhinolophus keyensis
Rhinolophus keyensis is een zoogdier uit de familie van de hoefijzerneuzen (Rhinolophidae). De wetenschappelijke naam van de soort werd voor het eerst geldig gepubliceerd door Andersen in 1905.

## Voorkomen
De soort komt voor in Indonesië en Oost-Timor.